# Pabean (Purwakarta)
Pabean is een bestuurslaag in het regentschap Cilegon van de provincie Banten, Indonesië. Pabean telt 3294 inwoners (volkstelling 2010).